# 科馬羅姆

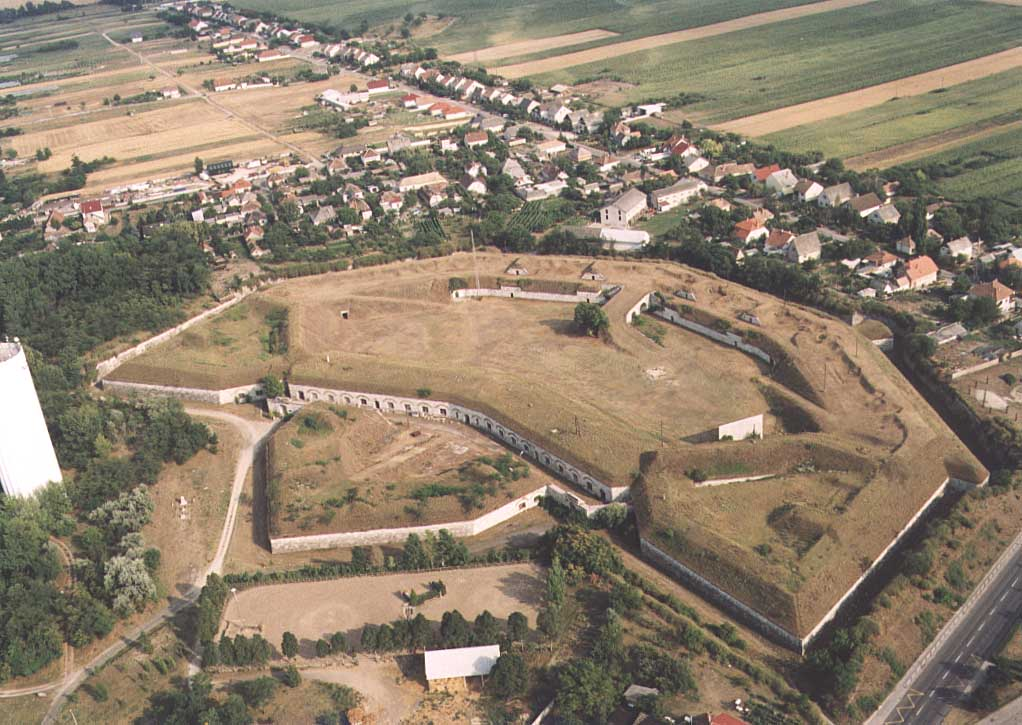

科馬羅姆（德语：Komorn，科默恩）是匈牙利的城市，位於該國西北部多瑙河右岸，由科馬羅姆-埃斯泰爾戈姆州負責管轄，面積70.19平方公里，2011年人口19,733，約一半居民信奉天主教。原属奥匈帝国的匈牙利王国，由于1920年特里亚农条约该城河北岸的城区被割让给捷克斯洛伐克，更名为科马尔诺，南部仍沿用旧匈牙利语名称科马罗姆。该城市一直是匈牙利人占多数，截止2001年，仍有60%人口为匈牙利人，其余主要是斯洛伐克人。

## 外部連結
- Official site （页面存档备份，存于）
- Aerial photography: Komárom （页面存档备份，存于）
- Komárom on wiki.utikonyvem.hu
- "The Battle at Comorn in Hungary on 11th July 1849" -  painting by Albrecht Adam, 1855